# 난고촌 (후쿠시마현)
난고촌(南郷村)은 후쿠시마현 미나미아이즈군에 있던 촌이다. 2006년 3월 20일, 미나미아이즈군 다지마정, 다테이와촌, 이나촌, 난고촌 등 4개 정·촌이 합병하여 미나미아이즈정이 신설되고 폐지되었다.

## 역사
- 1955년 7월 20일 - 오미야촌, 도미타촌이 합병해 난고촌이 성립하였다.
- 1968년 5월 1일 - 도미타촌의 일부가 다다미정에 편입하였다.
- 1970년 4월 1일 - 국도 289호가 제정되었다.
- 1981년 - 국도 401호가 제정되었다.
- 2006년 3월 20일 - 미나미아이즈군 다지마정, 다테이와촌, 이나촌, 난고촌 등 4개 정·촌이 합병하여 미나미아이즈정이 신설되고 폐지되었다.

## 교통

### 도로
- 국도 289호선
- 국도 401호선